# Sakado
Sakado (jap. 坂戸市 Sakado-shi) – miasto w Japonii, na wyspie Honsiu, w prefekturze Saitama. Ma powierzchnię 41,02 km². W 2020 r. mieszkało w nim 100 300 osób, w 44 317 gospodarstwach domowych  (w 2010 r. 101 710 osób, w 41 515 gospodarstwach domowych).
Urodziła się tutaj Miho Kanno, japońska aktorka filmowa i telewizyjna młodego pokolenia, wokalistka j-pop.

## Współpraca
- Stany Zjednoczone: Dothan